# Marko Mimica
Marko Mimica   (Zagreb, 1987) és un baix-baríton croat.
Va estudiar al Conservatori de Zagreb. Entre els anys 2011 i 2016 va pertànyer al grup joves cantants del Festival de Salzburg. El 2013 guanyà el premi Cardiff Singer of the World.
El seu repertori inclou rols com Figaro (Le nozze di Figaro), Raimondo (Lucia di Lammermoor), Don Basilio (Il barbiere di Siviglia), Talbot (Maria Stuarda), Escamillo (Carmen), pare Lorenzo (I Capuleti e i Montecchi), Colline (La bohème), Pistola (Falstaff), Banco (Macbeth), Oroveso (Norma) i Ferrando (Il trovatore), entre d'altres. Ha cantat al Teatro di San Carlo de Nàpols, Teatro Arriaga Antzokia de Bilbao, Teatro Massimo de Palerm, Royal Opera House Muscat, Palau de les Arts de València, Teatro Filarmonico de Verona i Teatro Regio de Torí, entre d'altres.
Debutà al Gran Teatre del Liceu la temporada 2015-2016 amb Lucia di Lammermoor i va tornar amb I puritani la temporada 2018-2019.